# 悪魔のいけにえ レジェンド・オブ・レザーフェイス
『悪魔のいけにえ レジェンド・オブ・レザーフェイス』（原題: Texas Chainsaw Massacre: The Next Generation）は、1995年のアメリカ映画。『悪魔のいけにえ』シリーズの4作目。

## ストーリー
卒業パーティーを抜け出したヒロイン、ジェニーと3人の高校生たちは、テキサス郊外の真っ暗な田舎道で、あの狂気の殺人鬼ファミリーに遭遇する。
顔の皮で作った仮面をかぶり、愛用のチェーンソーで人肉を切り刻む猟奇殺人鬼レザーフェイスが、次々と友人たちを惨殺する。

## キャスト
- ジェニー：レネー・ゼルウィガー
- ビルマー・ソーヤ：マシュー・マコノヒー
- レザーフェイス：ロバート・ジャックス
- ダラー・ソーヤ：トニー・ペレンスキー
- W.E.・ソーヤ：ジョー・スティーヴンス
- ヘーザー：リサ・ニューメイヤー（英語版）
- バリー：タイラー・コーン
- ショーン：ジョン・ハリソン
- ロスマン：ジェームズ・ゲイル
- サリー・ハーデスティ（英語版）：マリリン・バーンズ

## 作品解説
第1作でトビー・フーパーとともに脚本を執筆したキム・ヘンケルの初監督作品である。
内容自体は前作とのつながりがなく、設定をリセットしたものとなっており、レザーフェイス一家の背後に政府の存在を匂わせるような描写がある。

## 映像ソフト化
日本でのビデオは、1995年11月10日に大映株式会社より発売。日本ではDVD化はされていない。